# The Seventh Veil
The Seventh Veil (br O Sétimo Véu) é um filme britânico de 1945, do gênero drama, dirigido por Compton Bennett e estrelado por James Mason e Ann Todd.
Drama psicológico que versa sobre psiquiatria e hipnose, o filme é uma das principais produções britânicas da década de 1940 e o maior sucesso de bilheteria do Reino Unido no ano de 1946.
O roteiro foi premiado com o Oscar da Academia de Artes e Ciências Cinematográficas.

## Sinopse
Francesca sofre de amnésia e espera que o Doutor Larsen ajude-a a levantar os véus que cobrem sua memória. Através de uma série de flashbacks, pontuados por um concerto de piano, Francesca descobre que tem sido vítima da crueldade humana a vida inteira. Compaixão, ela só recebe de Nicholas, um músico amargo e deficiente físico, que a treina para se tornar uma grande pianista. Porém, suas relações ficam estremecidas quando Francesca se envolve com outros homens.

## Premiações
| Patrocinador                                  | Prêmio        | Categoria               | Situação    |
| --------------------------------------------- | ------------- | ----------------------- | ----------- |
| Academia de Artes e Ciências Cinematográficas | Oscar         | Melhor Roteiro Original | Vencedor    |
| Festival de Cannes                            | Palma de Ouro | Melhor Filme            | Selecionado |

## Elenco
| Ator/Atriz      | Personagem     |
| --------------- | -------------- |
| James Mason     | Nicholas       |
| Ann Todd        | Francesca      |
| Herbert Lom     | Doutor Larsen  |
| Hugh McDermott  | Peter          |
| Albert Lieven   | Maxwell        |
| Yvonne Owen     | Susan          |
| David Horne     | Doutor Kendall |
| Manning Whiley  | Doutor Irving  |
| Grace Allardyce | Enfermeira     |
| Ernest Davies   | Parker         |
| John Slater     | James          |